# Resultados do Carnaval de Fortaleza em 2011
Resultados do Carnaval de Fortaleza em 2011. 

## Maracatu
- 1° Rei de Paus
- 2° Az de Ouro
- 3° Solar

## Escola de samba
- 1° Mocidade Independente da Bela Vista
- 2° Unidos do Acaracuzinho
- 3° Império Ideal

## Bloco
- 1° Garoto do Benfica
- 2° Unido da Vila
- 3° Império Vila Santo Antônio

## Cordão
- 1° As bruxas
- 2° Vampiros da Princesa

## Afoxé
- 1° Filhos de Oya
- 2° Acabaca